# Llista de monuments de Pallejà
Llista de monuments de Pallejà inclosos en l'Inventari del Patrimoni Arquitectònic Català per al municipi de Pallejà (Baix Llobregat). Inclou els inscrits en el Registre de l'Inventari del Patrimoni Arquitectònic de Catalunya (BCIN) amb la classificació de monuments històrics.
| Monument                                        | Protecció    | Estil/època                | Localització                                 | Coordenades                                          | Codi?         | Imatge |
| ----------------------------------------------- | ------------ | -------------------------- | -------------------------------------------- | ---------------------------------------------------- | ------------- | --- |
| Castell de Pallejà                              | BCIN 1193-MH | XVI-XVII                   | Pallejà Av. Prat de la Riba, 10              | 41° 25′ 19″ N, 1° 59′ 48″ E / 41.421808°N,1.996706°E | RI-51-0005584 | Castell de Pallejà · Vegeu més fotos d'aquest monument · Carregueu una nova foto d'aquest monument                              |
| Masia Can Sona Vell                             |              | XVI                        | Pallejà (enderrocada el 1986)                | 41° 25′ 19″ N, 1° 59′ 48″ E / 41.4220°N,1.9966°E     | IPA-427       | Carregueu una nova foto d'aquest monument                                                                                       |
| Villa Esperança                                 |              | Obra popular XVIII         | Pallejà Pl. Mossèn Cinto Verdaguer           | 41° 25′ 19″ N, 1° 59′ 47″ E / 41.421840°N,1.996305°E | IPA-18717     | Villa Esperança (Pallejà) · Vegeu més fotos d'aquest monument · Carregueu una nova foto d'aquest monument                       |
| Carrer Ricart                                   |              | Obra popular               | Pallejà Al costat del castell                | 41° 25′ 19″ N, 1° 59′ 47″ E / 41.422066°N,1.996413°E | IPA-18718     | Carrer Ricart (Pallejà) · Modifica el valor a Wikidata · Carregueu una nova foto d'aquest monument                              |
| Ca l'Obianc                                     |              | Modernisme XX Inici        | Pallejà C. Pi i Margall                      | 41° 25′ 16″ N, 1° 59′ 38″ E / 41.421241°N,1.993987°E | IPA-18719     | Ca l'Obianc (Pallejà) · Vegeu més fotos d'aquest monument · Carregueu una nova foto d'aquest monument                           |
| Ca n'Albareda de la Plaça                       |              | Obra popular XVII, XVIII   | Pallejà Pl. Mossèn Cinto Verdaguer           | 41° 25′ 19″ N, 1° 59′ 45″ E / 41.421844°N,1.995872°E | IPA-18720     | Ca n'Albareda de la Plaça (Pallejà) · Vegeu més fotos d'aquest monument · Carregueu una nova foto d'aquest monument             |
| Ca n'Olivella                                   |              | Modernisme XX Inici        | Pallejà C. Joan Maragall, 1                  | 41° 25′ 10″ N, 1° 59′ 56″ E / 41.419487°N,1.998754°E | IPA-18721     | Ca n'Olivella (Pallejà) · Vegeu més fotos d'aquest monument · Carregueu una nova foto d'aquest monument                         |
| Casa de la Vila, Ajuntament de Pallejà          |              | Eclecticisme XIX Final     | Pallejà C. del Sol, 1                        | 41° 25′ 21″ N, 1° 59′ 48″ E / 41.422596°N,1.996779°E | IPA-18722     | Casa de la Vila (Pallejà) · Vegeu més fotos d'aquest monument · Carregueu una nova foto d'aquest monument                       |
| Cal Pablo, Cal Tarruella                        |              | Eclecticisme               | Pallejà Av. Prat de la Riba                  | 41° 25′ 18″ N, 1° 59′ 51″ E / 41.421771°N,1.997532°E | IPA-18723     | Cal Pablo (Pallejà) · Vegeu més fotos d'aquest monument · Carregueu una nova foto d'aquest monument                             |
| Mas la Torroja                                  |              | Obra popular XIII          | Pallejà Riera Creueta                        | 41° 25′ 10″ N, 1° 59′ 44″ E / 41.419426°N,1.995527°E | IPA-18724     | Mas la Torroja (Pallejà) · Vegeu més fotos d'aquest monument · Carregueu una nova foto d'aquest monument                        |
| Can Seix, Can Coll                              |              | Modernisme XVII, XVIII, XX | Pallejà                                      | 41° 25′ 34″ N, 1° 59′ 22″ E / 41.426163°N,1.989496°E | IPA-18725     | Can Seix (Pallejà) · Vegeu més fotos d'aquest monument · Carregueu una nova foto d'aquest monument                              |
| Can Salaverd                                    |              | Obra popular XVII          | Pallejà                                      | 41° 25′ 24″ N, 1° 59′ 26″ E / 41.423221°N,1.990493°E | IPA-18726     | Carregueu una nova foto d'aquest monument                                                                                       |
| Casa del carrer Sant Francesc                   |              | Obra popular XVIII         | Pallejà C. Sant Francesc                     | 41° 25′ 20″ N, 1° 59′ 45″ E / 41.422114°N,1.995967°E | IPA-18727     | Casa del carrer Sant Francesc (Pallejà) · Modifica el valor a Wikidata · Carregueu una nova foto d'aquest monument              |
| Forn de Cal Xic Bonic, forn de calç             |              | Obra popular XIX           | Pallejà Can Duran                            | 41° 25′ 09″ N, 1° 59′ 24″ E / 41.41926°N,1.98989°E   | IPA-18729     | Carregueu una nova foto d'aquest monument                                                                                       |
| Can Sala                                        |              | Obra popular XVII, XIX     | Pallejà                                      | 41° 25′ 29″ N, 1° 59′ 30″ E / 41.42464°N,1.99179°E   | IPA-18730     | Carregueu una nova foto d'aquest monument                                                                                       |
| Ca l'Esquerrà                                   |              | Obra popular XVII, XIX     | Pallejà                                      | 41° 25′ 14″ N, 1° 59′ 37″ E / 41.420424°N,1.993677°E | IPA-18731     | Ca l'Esquerrà (Pallejà) · Vegeu més fotos d'aquest monument · Carregueu una nova foto d'aquest monument                         |
| Església parroquial de Santa Eulàlia de Pallejà |              | Neoclassicisme             | Pallejà C. de la Torroja                     | 41° 25′ 16″ N, 1° 59′ 42″ E / 41.421153°N,1.994884°E | IPA-18732     | Església parroquial de Santa Eulàlia de Pallejà · Vegeu més fotos d'aquest monument · Carregueu una nova foto d'aquest monument |
| Montmany de Sobreroca                           |              | Obra popular XIV           | Pallejà Sector de Fontpineda                 | 41° 25′ 28″ N, 1° 58′ 27″ E / 41.424407°N,1.974195°E | IPA-18734     | Carregueu una nova foto d'aquest monument                                                                                       |
| Pont Vell                                       |              | Obra popular XV            | Pallejà Davant del Molí d'Argemí (el Papiol) | 41° 25′ 44″ N, 2° 00′ 00″ E / 41.42881°N,1.99996°E   | IPA-46002     | Carregueu una nova foto d'aquest monument                                                                                       |
| Molí de Can Salaverd                            |              | Obra popular               | Pallejà Camí dels Masets                     | 41° 25′ 22″ N, 1° 59′ 29″ E / 41.42271°N,1.99138°E   | IPA-46005     | Carregueu una nova foto d'aquest monument                                                                                       |